# Тимахо

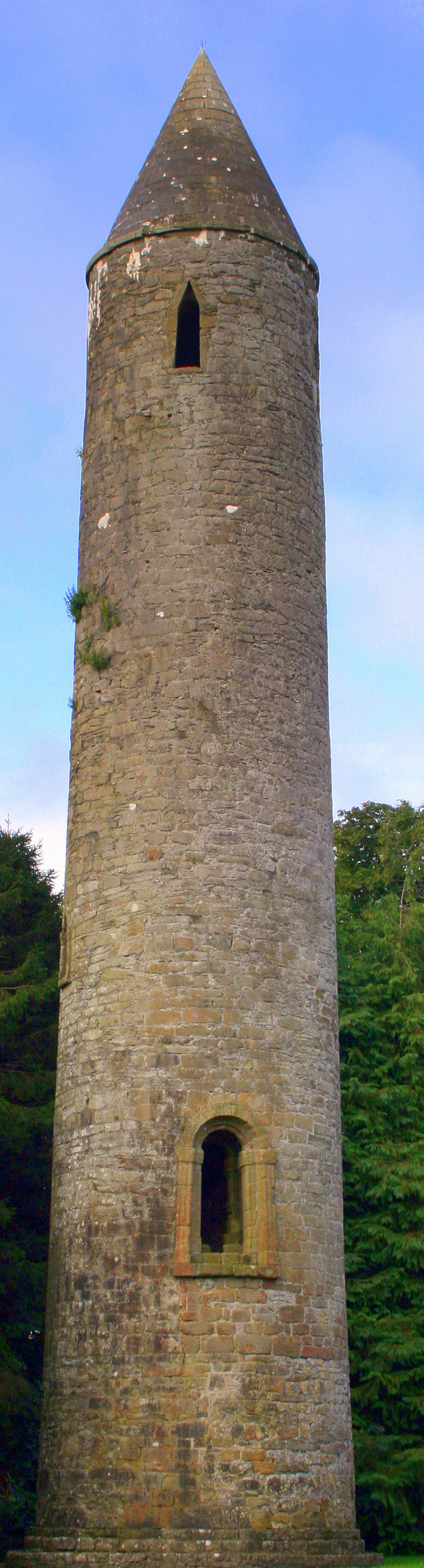

Тимахо (англ. Timahoe; ирл. Tigh Mochua, «дом Махо») — деревня в Ирландии, находится в графстве Лиишь (провинция Ленстер) на региональной дороге R426. Местное коммунальное хозяйство включает в себя церковь, зал для собраний и свалку.
В VII веке поблизости был основан монастырь, в XII — круглая башня.